# Argyrodes incertus
Argyrodes incertus es una especie de arañas araneomorfas de la familia Theridiidae.

## Distribución geográfica
Es endémica de las Canarias occidentales (España).